# Narcis Podsedníček
Narcis Podsedníček (29. října 1866 Mysločovice – 23. ledna 1932 Mladá Boleslav) byl český konstruktér motocyklů, cyklistický a motocyklový závodník. Patřil k jedněm z prvních českých motocyklových závodníků a rovněž se jednalo o prvního motocyklového továrního jezdce firmy Laurin & Klement, která byla jeho dlouholetým zaměstnavatelem.

## Život

### Mládí
Narodil se v moravských Mysločovicích, vsi nedaleko Otrokovic. V raném dětství přišel o matku, otce, který byl hajným, zastřelili pytláci, vychovavala jej tedy jeho teta. Vyučil se kovářem u mysločovického mistra Lejska a následně odešel sbírat pracovní zkušenosti mimo rodný kraj. Posléze se usadil v Holešově a zřídil si zde kovářskou a zámečnickou dílnu. Na základě svého zájmu o cyklistiku začal ve svém obchodě zastupovat nově založený mladoboleslavský závod na výrobu bicyklů značky Slavia založený Václavem Laurinem a Václavem Klementem. Na základě dlouhodobé spolupráce Podsedníček Holešov opustil a od 3. února 1900 se stal zaměstnancem továrny zanedlouho známé pod obchodním názvem Laurin & Klement.

### Laurin & Klement

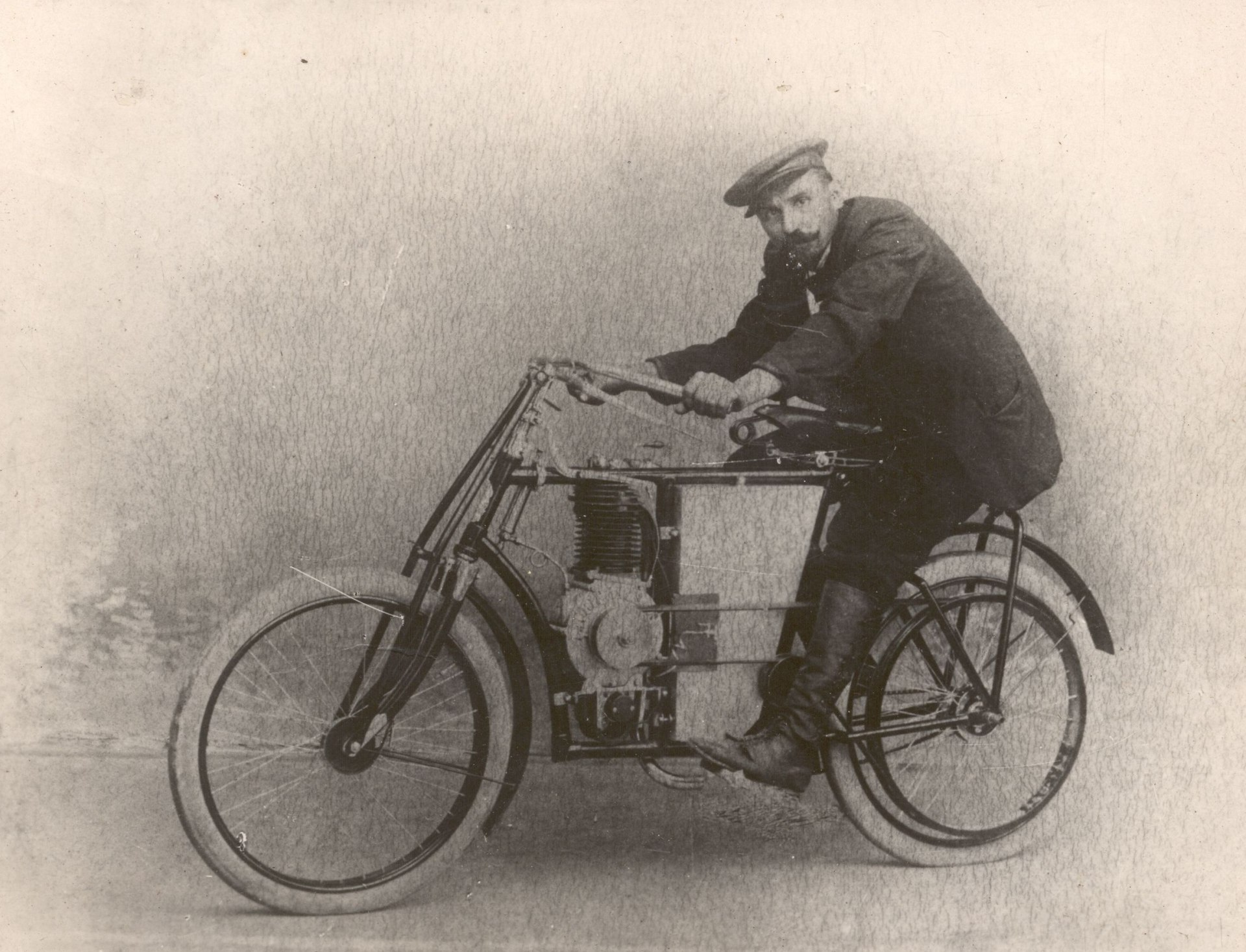
Podsedníček na stroji Laurin & Klement C v závodnickém posedu (1901)

V továrně se záhy zapojil také do výroby a vývoje motocyklových modelů, zahájených strojem L&K Typ 1. Posledníček, přáteli nazývaný Podseda, byl zdatným cyklistou a rovněž účastníkem cyklistických závodů, a stejně tak si mistrně osvojil i na jízdu na motocyklu. V červnu 1901 se na motocyklu L&K Typ B zúčastnil třídenního závodu Paříž–Cáchy–Hannover–Berlín, jakožto první tovární motocyklový jezdec firmy v prvém závodu společnosti. Jízdu dokončil z deseti strojů své výkonností třídy nejrychleji, ale vzhledem k jeho příjezdu do cíle o třetí hodině ranní nenašel žádného komisaře, který by mohl jeho čas zaznamenat a pozdější doložení přítomným strážníkem posléze pořadateli nebylo uznáno. Roku 1902 ukořištil třetí místo v náročném dálkovém závodě Paříž–Vídeň, přičemž byl jediným ze závodníků, který svůj stroj během přejezdu Alp nemusel tlačit. 19. srpna 1902 se taktéž zapojil do prvního historicky doloženého motocyklového závodu v českých zemích, v Poděbradech. Podsedníček v závodě, rovněž na stroji L&K, dokončil závod dlouhý 195 km jako první v čase 12 hodin, 54 minut a 35 vteřin. Na svém kontě měl pak řadu dalších úspěšných startů. Spolu s ním patřili k prvním továrním jezdcům také Václav Vondřich či František Toman na motocyklech, konstruktér Otto Hieronimus pak v třídě automobilů.

### Pozdní léta
Závodnickou kariéru ukončil v roce 1905 a nadále se věnoval zaměstnání dílenského mistra a konstrukréra v mladoboleslavském závodě. Téhož roku přijal nabídku do motocyklové a automobilové továrny Puch v Rakousku, mj. i kvůli lepším platovým podmínkám. Aby Podsedníček okruh továrny neopouštěl, nabídl mu princ Erich z Thurn-Taxisu, předseda správní rady firmy Laurin & Klement, pozici osobního řidiče, kterou pak Podsedníček v letech 1905 až 1911 vykonával na thurn-taxisovském zámku Mcely u Nymburka. Následně se roku 1911 vrátil do Laurin & Klement, kde pak pracoval až do svého odchodu do důchodu roku 1925.

### Úmrtí
Narcis Posledníček zemřel 23. ledna 1932 Mladé Boleslavi.
Jeho syn Narcis Podsedníček mladší provozoval ještě ve 20. letech 20. století podnik autobusové dopravy na Poděbradsku.